# Grado Fahrenheit

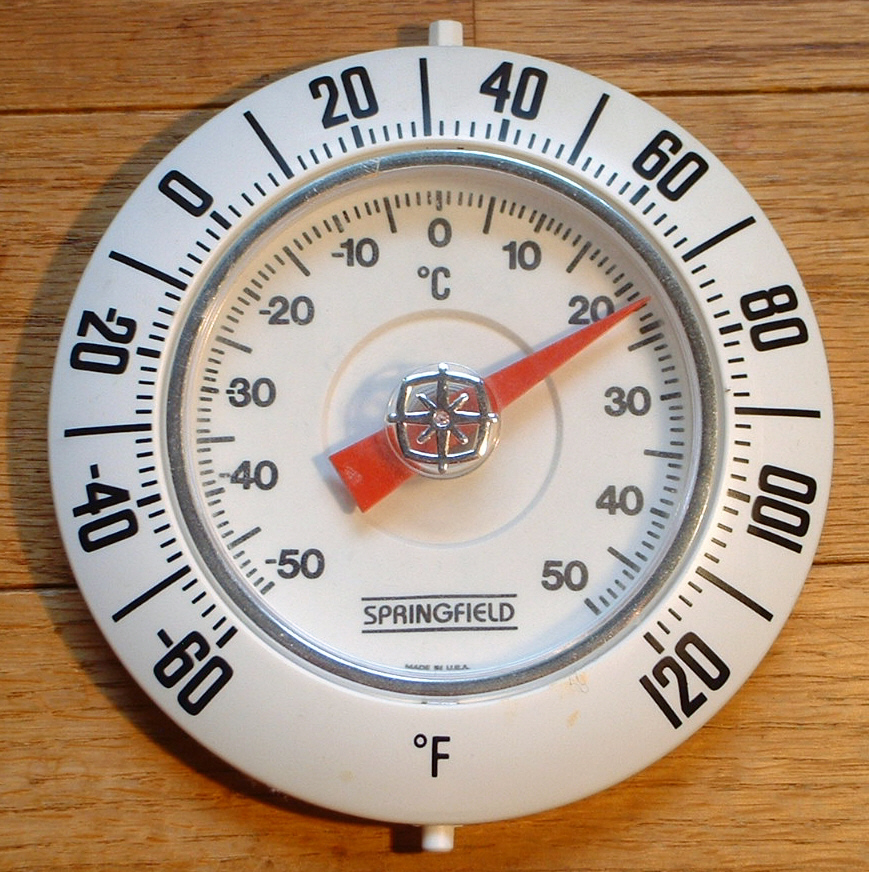
Termómetro con escala principal de grados Fahrenheit y escala secundaria en grados Celsius

El grado Fahrenheit (representado como °F) es una escala de temperatura propuesta por el físico e ingeniero polaco de origen alemán Daniel Gabriel Fahrenheit en 1724. La escala establece las temperaturas de congelación y ebullición del agua, 32 °F y 212 °F, respectivamente. El método matemático es similar al utilizado para el grado Celsius (°C).

Colocando el termómetro en una mezcla de sal de amonio o agua salada, hielo y agua, encontré un punto sobre la escala al cual llamé cero. Un segundo punto lo obtuve de la misma manera, si la mezcla se usa sin sal. Entonces denoté este punto como 30. Un tercer punto, designado como 96, fue obtenido colocando el termómetro en la boca para adquirir el calor del cuerpo humano.

Existen varios relatos sobre cómo definió originalmente su escala, pero el documento original sugiere que el punto definitorio inferior, 0 °F, se estableció como la temperatura de congelación de una solución de salmuera hecha de una mezcla de agua, hielo y cloruro de amonio (una sal). El otro límite establecido fue su mejor estimación de la temperatura corporal humana media, fijada originalmente en 90 °F, y luego en 96 °F (unos 2.6 °F menos que el valor moderno debido a una redefinición posterior de la escala).
Durante gran parte del siglo XX, la escala Fahrenheit se definió mediante dos puntos fijos con una separación de 180 °F: la temperatura a la que se congela el agua pura se definió como 32 °F y el punto de ebullición del agua se definió como 212 °F, tanto a nivel del mar como bajo presión atmosférica estándar. Ahora se define formalmente utilizando la escala Kelvin y, por tanto, en última instancia por la constante de Boltzmann, la constante de Planck, y el segundo (definido como un número específico de ciclos del estado básico no perturbado de la transición hiperfina. transición hiperfina frecuencia del átomo de cesio-133).
Se sigue utilizando oficialmente en Estados Unidos (incluidos sus territorios no incorporados), sus Estados libremente asociados en el Pacífico Occidental (Palaos, los Estados Federados de Micronesia y las Islas Marshall), las Islas Caimán y la antigua colonia estadounidense de Liberia. La escala Fahrenheit se utiliza junto con la escala Celsius en Antigua y Barbuda y otros países que utilizan el mismo servicio meteorológico, como San Cristóbal y Nieves, Bahamas y Belice. Un puñado de Territorios Británicos de Ultramar, como Islas Vírgenes, Montserrat, Anguila y Bermudas, siguen utilizando ambas escalas. Todos los demás países utilizan ahora Celsius («centígrados» hasta 1948), una escala formalizada unos veinte años después de la escala Fahrenheit. El Reino Unido empezó a cambiar de Fahrenheit a Celsius en 1962, y mucha gente sigue conociendo las temperaturas en Fahrenheit; los grados Fahrenheit se utilizan a veces en los titulares de los periódicos para sensacionalizar las olas de calor.

## Historia

Mapa de países según el uso de:
Fahrenheit (°F)
Fahrenheit (°F) y Celsius (°C)
Celsius (°C)

Existen algunas versiones de la historia de cómo Fahrenheit llegó a establecer esa escala de temperatura. De acuerdo con el propio Fahrenheit, en el artículo que escribió en 1724, determinó tres puntos de temperatura. El punto cero está determinado al poner el termómetro en una mezcla de hielo, agua y cloruro de amonio. Este es un tipo de mezcla frigorífica, que se estabiliza a una temperatura de 0 °F. Se pone luego el termómetro de alcohol o mercurio en la mezcla y se deja que el líquido del termómetro obtenga su punto más bajo. El segundo punto es a 32 °F con la mezcla de hielo y agua, esta vez sin la sal de amonio. El tercer punto, los 96 °F, es el nivel del líquido en el termómetro cuando se lo pone en la boca o bajo el brazo (en la axila). Fahrenheit notó que al utilizar esta escala el mercurio podía hervir cerca de los seiscientos grados.
Otra teoría indica que Fahrenheit estableció el 0 °F y los 100 °F en la escala al grabar las más bajas temperaturas que él pudo medir y su propia temperatura corporal, al encontrarse en un ligero estado de fiebre. Tomó la más baja temperatura que se midió en el duro invierno de 1708 a 1709 en su ciudad de Dánzig (Polonia), cerca de –17.8 °C, como punto 0 °F.
Una variante de esta versión es que la mezcla de hielo, sal y agua registrada en la escala Fahrenheit la obtuvo en su laboratorio y la más alta la tomó de la temperatura de su cuerpo a 96 °F.
Fahrenheit quería abolir las temperaturas negativas que tenía la escala Rømer. Fijó la temperatura de su propio cuerpo en 96 °F (a pesar de que la escala tuvo que ser recalibrada a la temperatura normal del cuerpo, que es cercana a los 98.6 °F, equivalente a 37 °C); dividió la escala en doce secciones y subsecuentemente cada una de esas secciones en ocho subdivisiones iguales, lo que produjo una escala de 96 grados. Fahrenheit notó que en esta escala el punto de congelación del agua estaba a 32 °F y el punto de ebullición a 212 °F.

## Conversión a otras unidades

Diagramas uno al lado del otro de dos termómetros con escalas de Celsius y Fahrenheit, con los puntos de ebullición congelación del agua marcados.

Las diferentes conversiones posibles, entre ellas hacia grado Celsius, grado Réaumur, Rankine y Kelvin son:
| De         | a          | Fórmula                                |
| ---------- | ---------- | -------------------------------------- |
| Fahrenheit | Celsius    | {\displaystyle C={\frac {F}{1.8}}\,\!} |
| Celsius    | Fahrenheit | {\displaystyle F=1.8\times C}          |
| Fahrenheit | Kelvin     | {\displaystyle K={\frac {F}{1.8}}\,\!} |
| Kelvin     | Fahrenheit | {\displaystyle F=1.8\times K}          |
| Fahrenheit | Rankine    | {\displaystyle Ra=F\,\!}               |
| Rankine    | Fahrenheit | {\displaystyle F=Ra\,\!}               |
| Fahrenheit | Réaumur    | {\displaystyle Re={\frac {F}{2.25}}}   |
| Réaumur    | Fahrenheit | {\displaystyle F=2.25\times Re\,\!}    |

Nótese la diferencia entre conversión de temperaturas (la temperatura de un cuerpo es 180 °F = 82.22 °C) y la conversión de incrementos de grados (la temperatura de un cuerpo ha aumentado en 180 °F = 100 °C).

### Conversión (punto específico de temperatura)
Para una conversión exacta entre grados Fahrenheit y Celsius, y kelvins de un punto específico de temperatura, se pueden aplicar las siguientes fórmulas. Aquí, f es el valor en grados Fahrenheit, c el valor en grados Celsius, y k el valor en kelvins: c el valor en grados Celsius, y k el valor en  kelvins:
- f °F → c °C: c = f − 321.8
- c °C → f °F: f = c × 1.8 + 32
- f °F → k K: k = f + 459.671.8
- k K → f °F: f = k × 1.8 − 459.67

También existe una conversión exacta entre las escalas Celsius y Fahrenheit utilizando la correspondencia −40 °F ≘ −40 °C. De nuevo, f es el valor numérico en grados Fahrenheit, y c el valor numérico en grados Celsius.

## Uso
Esta escala se utilizaba en la mayoría de los países anglosajones y Puerto Rico para todo tipo de uso. Desde la década de 1960 varios gobiernos han llevado a cabo políticas tendentes a la adopción del sistema internacional de unidades y su uso fue desplazado. Sin embargo, todavía se usa la medida en los Estados Unidos y en determinadas industrias muy rígidas, como la del petróleo.[cita requerida] Además, se utiliza esta escala en los informes meteorológicos y en gastronomía.[cita requerida]
Para uso científico se usaba también una escala absoluta, la escala de Rankine, que fijaba el 0 al cero absoluto de forma análoga a lo que ocurre en la escala Kelvin.

## Historia
Daniel Gabriel Fahrenheit (1686‑1736) propuso su escala de temperatura en 1724, basándola en dos puntos de referencia de temperatura. En su escala inicial (que no es la escala Fahrenheit definitiva), el punto cero se determinaba colocando el termómetro en «una mezcla de hielo, agua y salis armoniaci [traducción cloruro de amonio] o incluso sal marina»[12] Esta combinación forma un sistema eutéctico, que estabiliza su temperatura automáticamente: Se definió que 0 °F era esa temperatura estable. Un segundo punto, 96 grados, era aproximadamente la temperatura del cuerpo humano Un tercer punto, 32 grados, se marcó como la temperatura del hielo y del agua «sin las sales mencionadas».
Según una historia alemana, Fahrenheit eligió en realidad la temperatura más baja del aire medida en su ciudad natal, Dánzig (Gdańsk, Polonia), en el invierno de 1708‑09, como 0 °F, y sólo más tarde tuvo la necesidad de poder hacer reproducible este valor utilizando salmuera.
Según una carta que Fahrenheit escribió a su amigo Herman Boerhaave, su escala se basó en el trabajo de Ole Rømer, a quien había conocido antes. En la escala de Rømer, la salmuera se congela a cero, el agua se congela y se funde a 7.5 grados, la temperatura corporal es de 22.5 y el agua hierve a 60 grados. Fahrenheit multiplicó cada valor por 4 para eliminar las fracciones y hacer la escala más fina. A continuación, recalibró su escala utilizando el punto de fusión del hielo y la temperatura normal del cuerpo humano (que estaban a 30 y 90 grados); ajustó la escala para que el punto de fusión del hielo fuera de 32 grados, y la temperatura del cuerpo de 96 grados, de modo que 64 intervalos separaran a ambos, lo que le permitió marcar líneas de grados en sus instrumentos simplemente bisecando el intervalo 6 veces (ya que 64 = 26).
Poco después Fahrenheit observó que el agua hierve a unos 212 grados utilizando esta escala El uso de los puntos de congelación y ebullición del agua como puntos de referencia fijos de los termómetros se popularizó a raíz de los trabajos de Anders Celsius, y estos puntos fijos fueron adoptados por un comité de la Royal Society dirigido por Henry Cavendish en 1776 Bajo este sistema, la escala Fahrenheit se redefine ligeramente para que el punto de congelación del agua fuera exactamente 32 °F, y el punto de ebullición fuera exactamente 212 °F, o sea 180 grados más. Por esta razón, la temperatura normal del cuerpo humano es de aproximadamente 98.6 °F (temperatura oral) en la escala revisada (mientras que era de 90 grados en la multiplicación de Fahrenheit de Rømer, y de 96 grados en su escala original).
En la escala Fahrenheit actual, 0 °F ya no corresponde a la temperatura eutéctica de la salmuera de cloruro de amonio, como se ha descrito anteriormente. En su lugar, ese eutéctico está a aproximadamente 4 °F en la escala Fahrenheit final[nota 2].
La escala de temperatura Rankine se basó en la escala de temperatura Fahrenheit, con su cero representando el cero absoluto en su lugar.

## Situación regulatoria en varios países

### Unión Europea

Símbolo europeo de precauciones de lavado de ropa: «Lavar a 40 °C».

En la Unión Europea (sus 27 estados), es obligatorio utilizar grados Kelvin o grados Celsius al indicar la temperatura con fines «económicos, de salud pública, de seguridad pública y administrativos», aunque se pueden utilizar grados Fahrenheit junto con los grados Celsius como unidad complementaria.

### Reino Unido
Aunque Fahrenheit fue la escala más popular en el Reino Unido, durante muchos años Celsius ha sido la escala principal utilizada y se enseña en las escuelas desde la década de 1970. En sectores no regulados, como el periodismo, el uso de grados Fahrenheit en el Reino Unido no sigue un patrón fijo, apareciendo a veces grados Fahrenheit junto a grados Celsius. El Daily Telegraph no menciona grados Fahrenheit en su página meteorológica diaria, mientras que The Times también tiene una página meteorológica diaria totalmente métrica, pero tiene una tabla de conversión de grados Celsius a Fahrenheit Al publicar noticias, algunos tabloides del Reino Unido han adoptado la tendencia de utilizar grados Celsius en los titulares y debates relacionados con las bajas temperaturas y Fahrenheit para las temperaturas medias y altas. En febrero de 2006 el autor de un artículo en The Times sugirió que la razón era de énfasis: «−6 °C» suena más frío que «21 °F», y «94 °F» suena más impresionante que «34 °C».
Los símbolos sobre precauciones de lavado de ropa  utilizados en el Reino Unido siguen las recomendaciones de la norma ISO 3758:2005, que muestra la temperatura del agua de la lavadora únicamente en grados Celsius. La etiqueta equivalente en Estados Unidos utiliza de uno a seis puntos para indicar la temperatura con una temperatura opcional en grados Celsius.